# فریدام (کالیفرنیا)
فریدام (به انگلیسی: Freedom) یک منطقهٔ مسکونی در ایالات متحده آمریکا است که در شهرستان سانتا کروز، کالیفرنیا واقع شده‌است. فریدام ۲٫۸۵۹ کیلومتر مربع مساحت و ۳٬۰۷۰ نفر جمعیت دارد و ۳۸ متر بالاتر از سطح دریا واقع شده‌است.